# Site funéraire de Greby

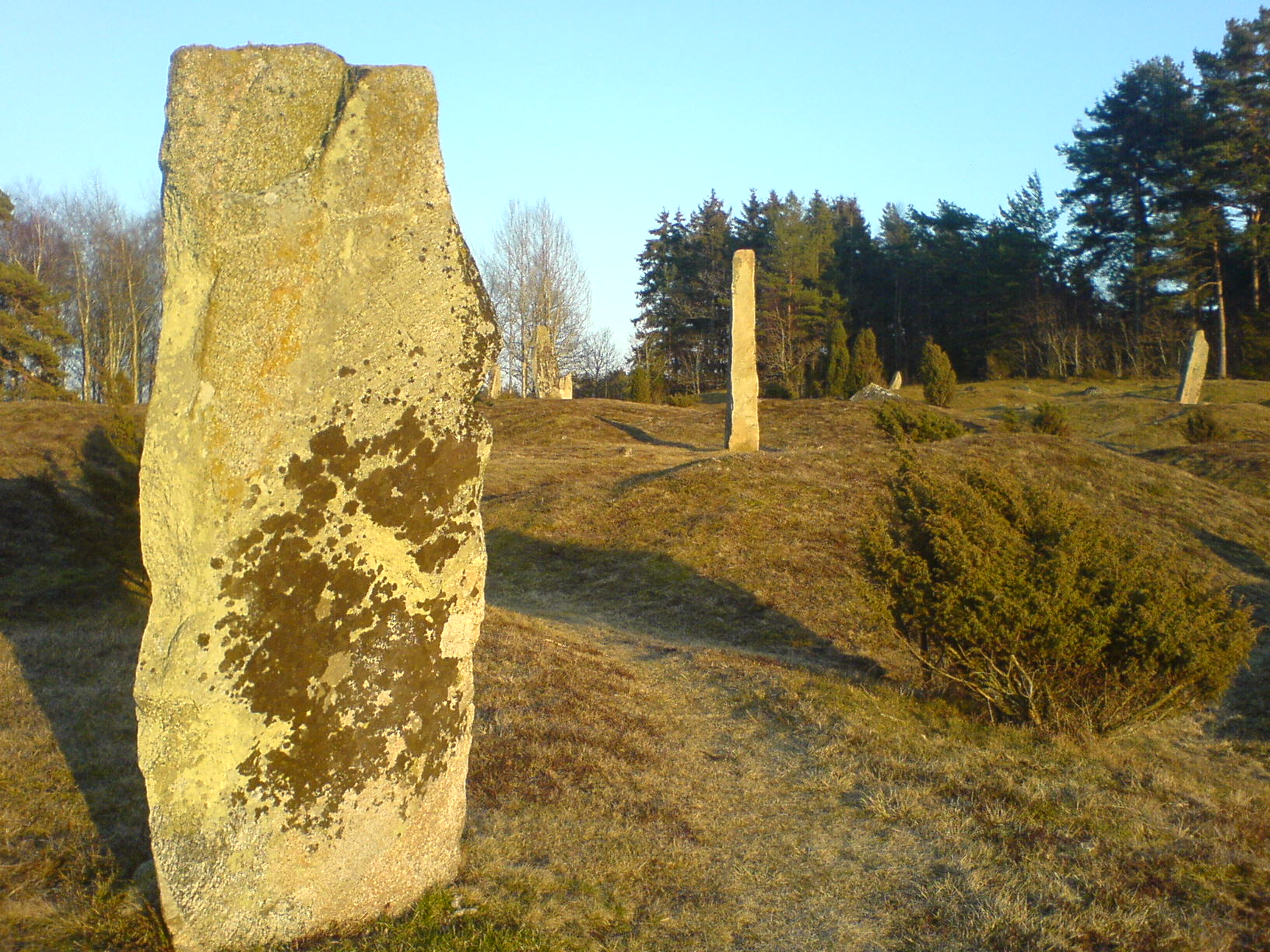
Tombe de Greby en mars 2007

Le site funéraire de Greby (en suédois : Greby gravfält) est un champ funéraire de l'âge du fer situé dans l'ouest de la Suède. Il est situé au nord de Grebbestad, dans la commune de Tanum, dans le comté de Västra Götaland. Avec ses 220 tombes, c'est le plus grand site de ce type dans le Bohuslän.

## Description
Le site se compose de plus de 180 pierres levées érigée à la mémoire de défunts. Dans certains cas, elles marquent l'emplacement de tombes.

## Histoire
En juin 1873, l'archéologue et historien de la culture suédois Oscar Montelius (1843–1921) examine onze tombes. L'inventaire des tombes comprend des perles de verre, des peignes en os et d'autres objets du quotidien, datant de l'époque de la migration (environ 400-500 après J.-C.). Des artefacts similaires sont découverts dans plusieurs autres endroits en Suède ainsi qu'en Norvège, en Allemagne et en Angleterre,,. Les similarités entre ces objets démontrent que ces régions commerçaient entre elles. Deux spirales en or et une monnaie carolingienne confirment la richesse des occupants du secteur et les échanges entretenus sur de grandes distances. 
Des découvertes plus récentes indiquent que Greby aurait pu être un ancien site commercial. En effet, la proximité du site à la péninsule s'ouvrant sur le Sannäsfjorden (sv) ainsi que la présence d'une ferme laisse supposer que des biens y sont échangés.